# 勇者ヨシヒコと魔王の城
『勇者ヨシヒコと魔王の城』（ゆうしゃヨシヒコとまおうのしろ）は、2011年7月8日から9月23日まで毎週土曜日0時12分 - 0時53分（金曜日深夜）にテレビ東京系「ドラマ24」で放送された山田孝之主演の連続テレビドラマ。ハイビジョン制作。
2012年10月から続編の『勇者ヨシヒコと悪霊の鍵』が、さらに2016年10月からは第三章となる『勇者ヨシヒコと導かれし七人』が放送された。
『浦安鉄筋家族』の7話以降の放送延期に伴い、2020年5月23日から7月11日（第8話）まで「みんなでリクエスト！もう一度見たい！テレ東深夜ドラマアンコール」として再放送された。

## 概要
映画『大洗にも星はふるなり』でもタッグを組んだ福田雄一脚本・監督、山田孝之主演による「ローコスト冒険ドラマ」。
放送開始前からメディアの報道では「ドラクエ風」であると紹介されていたが、実際にドラクエ発売元のスクウェア・エニックスも「協力」としてクレジットされており、多くの回でスライムの張りぼてやゲームと同じ効果音など、ドラクエそのままの要素が用いられている。また、ドラゴンクエストシリーズ公式サイトからも本作品の公式サイトにリンクされている。
なお、作品自体の構想は本編と同じ低予算を謳ったコメディ映画『モンティ・パイソン・アンド・ホーリー・グレイル』から来ており、それを意識したパロディやギャグも見られる。また、アバンタイトルで本筋とは無関係のスケッチ・コメディー的な戦闘シーンなどが展開されるのも特徴のひとつである。

## あらすじ
お人好しで純粋な若者ヨシヒコは、何の因果か「いざないの剣」に選ばれた勇者として疫病に苦しむ村人たちを救う薬草と、その薬草を求めて旅立ったまま行方が分からなくなった父テルヒコを探す旅に出る。道中で知り合ったダンジョー、ムラサキ、メレブを仲間とし、パーティーを組んだものの、その直後、行方不明のはずのテルヒコが薬草を持って現れた。かくして旅は終わりを告げたかに思われたが、そこに出現した「仏」が疫病の真の原因は魔王によるものであるとお告げを与え、ヨシヒコと仲間たちは魔王を倒すために旅立つ。

## 主要人物
ヨシヒコ
演 - 山田孝之
本作品の主人公。カボイの村に住む、正義感が強い青年。基本的に真面目で無欲。ムラサキ以外には敬語で話す。おっちょこちょいでお人好し。バカがつくほど正直者で単純、感激しやすい。ゆえに魔法全般にとてもかかりやすく、効果も高い。新たな状況に直面すると「すごい…」という口癖を発し、時には雄叫びをあげることもある。大工の心得がある。どちらかというとイヌよりネコ派。父親も勇者であり、薬草を取りに行ったまま帰ってこない。母親はいない模様。ヒサという妹がいる。旅を続けるにつれて髭が伸びてきた。
岩に突き刺さったまま誰も引き抜くことが出来ないという、平和の神が与えた伝説の剣「いざないの剣」を手にしたものを「勇者」とする選別の場で、村の誰もが抜けない中、最後に挑んだヨシヒコを待っていたかのように剣が抜け落ち（というより剣が勝手に倒れた）、手中に収めたことで“新たな勇者”に選ばれた。殺生をすることなく、敵を眠らせることで争いを収める「いざないの剣」を携え、ヨシヒコは旅出つ。
元来の天然ボケに加え空気を読まない癖があり、ダンジョーの前口上を無視したり、容姿に恵まれていない女性に面と向かって真顔で「ブス」と罵詈雑言を連呼したり、初対面の天女に執拗なまでに「脱いでください」と繰り返すなどの失礼な言動をたびたび繰り返す。しかし、本人は至って真面目に対処しているつもりであり悪意はない。また、メレブのしょぼい魔法を尊敬したり、「静かに」という誰でもわかるジェスチャーが全く通じないなど、若干感覚がずれている。得意な宴会芸は「ドジョウすくい」。
勇者の使命感に溢れるが、実直かつ一途である半面独善的な面もあり、目の前のことに一生懸命になるあまり、「魔王などどうでもいい」などと発言してしまったりするが、その都度「仏ビーム」による矯正を受けて立ち直る。精神は勇敢だが怯えが最高潮に達すると腰が抜けてしまい足元が「生まれたての小鹿状態」になってしまう。
目をあけたまま睡眠を摂ることができ、歩行しながらでも可能である。その際なにか問答しているような寝言を言うため、一見しただけでは起きているように見える。
「魂の剣」を入手するため魂を抜かれた時に現れた本性は、尻フェチのスケベであることが露見し、以降その片鱗を見せるようになる。また、怪我をした自分を介抱してくれた娘との恋をきっかけに巨乳好きとしても目覚めた。いわゆるムッツリスケベで、下半身に長大な「懐刀」を有している。恋をすると台詞がミュージカル調になる。
先述のように本ドラマは『ドラゴンクエスト』のパロディが多数あるが、ヨシヒコの服装は『ドラゴンクエストV』の主人公ほぼそのままのものである。ダーマ神社では「戦士」を希望したが、手違いでアイドルになり勇者の称号を取り上げられるアクシデントに遭遇。致し方なくレッスンを受けるが元来の生真面目さと、女の黄色い歓声に奮起して、本格的にアイドルになる夢想までした。しかしある出来事をきっかけに再度勇者の称号を取り戻す（第8話）。また、ようやく辿り着いた魔王の城下町では、故郷とは違う快適な生活にすっかり馴染んで戦意を喪失した。堕落したヨシヒコの前に仏自らが降臨して魔王退治の使命を諭したことで、再度勇者としての初志を掲げ直す。
魔王打倒後は仲間たちと別れこれまで立ち寄った村の平和を確認しながらカボイの村へと無事帰還し、ヒサと再会した。
ダンジョー
演 - 宅麻伸
熱血漢でテンションが高めの戦士。もみあげが特徴。一行では最年長。ヨシヒコとは違い、刀は本物である。自分の話を延々と語り、相手が聞き疲れたころ不意をついて殺すという回りくどくて鬱陶しい戦法を取っていた。ヨシヒコと初対面の際、自分の話に全く耳を貸さず、スルーしようとしたことを根に持っている。そのうちに自分の話を最後まで切々と聞かせて満悦してから殺しを達成する機会を得るためにヨシヒコと旅をすることにした。しかし旅を続けていくうちにヨシヒコへの強い友情や信頼が芽生えたようで、敵のメダパニの呪文により誤ってヨシヒコに斬りつけてしまった際には非常に強い後悔と責任を感じていた。
口癖は「いかん！」。
最年長ということもあり、メンバーから頼られることも多く、特にヨシヒコが非常事態に陥った際に真っ先に頼るのはダンジョーである。自称「百戦錬磨の戦士」であり、戦闘では常に先陣を切る勇敢さを誇るが、相手が強い場合は退散も辞さない。女性の接し方も心得ており、若いころのニックネームは「課長 島耕作」。恵まれた容姿に加えダンディーな振る舞いをサラリと決める、苦みばしったイイ男なのだが、頭の中は「チョチョッと」することを考えてしまう。時折、オヤジギャグを口にするが「おっさん」と呼ばれることを嫌がっており、せめて「おじさん」にして欲しいと言う。
普段は威風堂々たる態度だが、「魂の剣」を入手するため魂を抜かれた時に現れた本性は、女々しいオカマだった。復活の資金は90ゴールド、第7話で3ゴールド足りないために中途半端に生き返り再びオカマの一面を見せたが、“ヨシヒコちゃん”を思う一念から自力で復活した。ダーマ神社において選んだ職業は「武闘家」。魔王の城下町では他のメンバー同様に快適な環境に呑まれて目的を見失い、キャバクラ嬢を口説いていたが、志を取り戻したヨシヒコの説得により冒険へと復帰した。本人いわく、もみあげは戦士の証らしく、キャバクラ通いの際に一度剃り落してしまったが気合を入れただけで元に戻った。
魔王打倒後は仲間と別れ最強の戦士を目指す旅に出た。
ムラサキ
演 - 木南晴夏
ヨシヒコを父の仇と思っている娘。職業は「素人の女」。子供が描いたような（しかし村一番絵が上手い人物が描いた）下手な似顔絵と、「目元が割とパッチリ」という情報だけを手がかりに父・ヤシマルの仇を探して旅をしていた。幾たびも人違いをしており、ヨシヒコもまた、その勘違いされた一人である。露ほども身に覚えはないが、父思いのムラサキの心情を察して「父の仇だと確信を得たらいつでも殺していい。その確信を得るまで一緒に旅をしないか」というヨシヒコの言葉に絆され、パーティーに加わることにした。しかし、脈絡もなく思いつきでいきなり刺しかかることがあるため本物の短剣は取り上げられ、代わりに刀身が引っ込むおもちゃの短剣を渡されている。引っ込むとはいえ、結構痛いのでヨシヒコは迷惑している。
いわゆるイマドキの女であり、ギャルっぽい若者言葉や男言葉もよく使う。根は素直で真面目なのだが、かなり生意気な性格で、気が強い面が前面に出ている。パーティーからほとんど女として見られていないため、宿でも4人同室のことがある。メレブのことは嫌っているようだが（特にほくろ）、何かと行動を共にすることが多く気も合うらしい。第4話の天女や第6話のリエンと比較すると、やや小振りな胸（いわゆる貧乳）がコンプレックス。メレブや仏から「平ら胸」、「むねたいらさんに2000点」などと揶揄され、その都度激怒している。イケメン好きで、密かにヨシヒコに思いを寄せている。また、途中出現した敵の盗賊に対しても好意を抱く。一方、メレブのほくろを嫌っている。
左肩にペットの黄色い小鳥「キロ」を乗せている。普段は大人しく無口なキロであるが時々鳴くことがある。鳴くまでパーティーには飾りだと思われていた。不思議なことにその鳴き声はムラサキの口から聞こえてくる。
「魂の剣」を入手するため魂を抜かれた時に現れた本性は、パーティー全員が可愛いというほどのぶりっこ。あまりの可愛さにヨシヒコが思わずムラサキのお尻に手を伸ばしそうになりメレブに制止されるほど。結局ムラサキの魂で作られた剣を用いて化け物を退治し、ムラサキの性格は戦いの後にあっさり元に戻った。復活の資金は50ゴールド。
冒険の最中に敵を怯ませる「大きな目」や、魔法使いからは魔力を吸い取り、魔法の使えない者はつられて踊ってしまう「ふしぎな踊り」などの特技をマスターしている。ダーマ神社において選んだ職業は「魔法使い」で、転職後に非常に強力な魔法を手に入れた。魔王の城下町では他のメンバー同様に快適な環境に呑まれて目的を見失い、街でスカウトされたのをきっかけにモデルデビュー。女優としても活躍していたが、志を取り戻したヨシヒコの説得により冒険へと復帰した。
魔王打倒後、ヨシヒコと共に行こうと考えたが、優しく諭され、ヨシヒコに想いを告げられぬまま故郷に帰った。父親の敵に関するエピソードについては劇中語られず終いとなる。
ヨシヒコの外見のモチーフが前述の通り『ドラゴンクエストV』の主人公なのに対し、彼女の外見は衣装の構造および三つ編みの髪型と同作のヒロインの一人であるビアンカの意匠が見受けられる。
メレブ
演 - ムロツヨシ
金髪のマッシュルームカットがトレードマークの魔法使い。ある村で教祖に祀り上げられていたが、相手を豚鼻にする呪文の「ハナブー」しか使えなかった。そのことを村人に悟られないように、トリックを用いたり、その場凌ぎの口八丁で誤魔化して、魔法使いの威厳と教祖の地位を固持していたものの、内心はいつバレてしまうかビクビクしていた。岩を浮かせるトリックをヨシヒコに見破られたことで、これ幸いと教祖の座を放り出し、外の世界が見たいという理由でヨシヒコの仲間になる。言動が軽くてチャラく、「うむ」「よかろう」など偉そうな物言いをする。ヨシヒコに同行するようになってから1話に1つ、新たな呪文を習得している。旅を続けていく中で経験を積み、「そのうちすごい魔法が使えるようになる予定」とのことである。
一番怪しい風貌だが、一行の中では比較的常識人で、回を追うごとにその傾向は顕著になる。ツッコミ役に回ることが多い。また、実況中継やアテレコのような解説をしてしまう癖がある。なにかと面倒見もよく、よくヨシヒコのマントの首周りを直したり、仲間が一人で乗り込んだときなどは真っ先に心配もする。人にショックを与えるような悪い事実を話す際にはかなり慎重かつ、オブラートに包んで伝えようとするが、結局ヨシヒコが素直に話してしまうため台無しになる。全員の性格を細部まで把握し、敵の本質もすぐに解釈出来る。魔物がどんなレベルか見た目でわかったり、そんな気がしたりする。また、観察眼もなかなかのもので、敵の行動パターンや弱点をいち早く見抜き、アドバイスしてヨシヒコを勝利に導いたこともあるため、呪文以上に戦いに貢献することも多々ある。
新しい呪文を覚えたことを発表する時だけ話し方や考え方が変になる。ヨシヒコがどう考えてもやらなくて良いようなことをやろうとする際に、諭しながらヨシヒコの襟元を直してあげているが、当のヨシヒコは全く言うことを聞かない（理解していない）。
どんな罵詈雑言も大抵のことは聞き流し、すぐ立ち直れるが、ほくろのことをバカにすると怒る。逆にほくろを褒められるのが嬉しいらしく、人の弱みに付け込むたびに自分のほくろを褒め称えさせる。
「魂の剣」を入手するため魂を抜かれた時に現れた本性は、掛け値無しのバカ。復活の資金は僅か5ゴールド。ダーマ神社において選んだ職業は「僧侶」。しかし合コンで「ダサい」と不人気だったためアッサリやめる。魔王の城下町では他のメンバー同様に快適な環境に呑まれて目的を見失い、お気に入りのメイド店員を目当てにメイド喫茶に通い詰めていた。志を取り戻したヨシヒコたちの説得によりなんとなく復帰する流れになったが、内心はお気に入りのぶりっ子メイド店員に会えなくなることに未練がある。意を決してメイド店員に求愛、一緒に行こうと迫るが、今までの接客態度が嘘のような本性を見せつけられ、奈落の底に落とされたような失意と微妙な空気に包まれながらパーティーに復帰した。
魔王打倒後、人の役に立つ呪文を習得するため、西の国へと旅立った。
ヒサ
演 - 岡本あずさ
ヨシヒコの妹。心優しく純朴。お人好しでおっちょこちょいの兄を心配し、密かに後をついてきては木の影から様子を窺っていた。第9話までヨシヒコはヒサが後を追ってきていることを知らなかった。口癖は「兄（あに）さま……ヒサは心配です……」。好きな食べ物は塩むすび。
しかし、当のヒサの身の上には何か宜しくないことが起きていたらしく、姿を見せるたびに服装に変化が起こり、金髪になっていたりヤンキーになっていたりと不良行為の兆候が見え隠れしていた。ついには勾留され、挙句、施設から仲間と共に逃走。さらに極道の妻さながらの姉御の風体を見せるまでエスカレートした。ところがどのような経緯からか、悪の道から一転、突如玉の輿に乗り、執事にかしずかれる伯爵夫人の座についていた。オークションに出品されていた魔王退治に必要なアイテム「魔法のじゅうたん」を高額で落札。ヨシヒコらに譲渡をせがまれるが、ヨシヒコを恨んでいるかのようなことを口にして拒絶した。加えて、魔法のじゅうたんをかけた料理対決の際にヨシヒコ一行が集めた食材を、屋敷の使用人に命じて奪った。しかしそれらは兄が魔王と対峙すれば、その命に危険が及ぶことを案じてのことであり、魔王の城へ行く手段を絶てば結果的に兄の身を守ることになると考えての行動だった。結局ヨシヒコの勇者として、兄としての誠意と強い決意にほだされて魔法のじゅうたんを譲り、故郷のカボイ村でヨシヒコの帰還を待つと告げ、夫をあっさりと捨てた。そのためバツイチになる。結局ここまでの間にどのような紆余曲折があったかは語られずじまいとなる。
最終話では髪と姿を元に戻し、カボイの村にて魔王を打倒したヨシヒコと再会を果たす。
仏
演 - 佐藤二朗
胡散臭く、いい加減な仏。ヨシヒコに世にはびこる疫病や魔物は魔王が元凶である旨を明らかにし、退治の旅に出るよう天命を授けた。毎回お告げとして、手に入れるべきアイテム、進むべき場所について伝える。しかし、うろ覚えだったり、あやふやだったり、ひとりでノリツッコミなどをして脱線してばかりいるため、非常にザックリとした内容である。「仏だけにほっとけ!」など、くだらない駄洒落も言う。登場のタイミングは必ずしも自分の思い通りではないらしく、食事中に勝手にパーティーの前に姿が出てしまっていてしばらく気付かず面食らったこともあるが、開き直り食事しながらお告げをした。ヨシヒコたちの呼びかけにも応じ、特にムラサキが可愛く呼ぶと上機嫌で出てくる。また、シャワー中だったり来客があったりと、自宅で寛いでいる気配も垣間見えることがある。お告げのあと、誰かとお告げの内容について打ち合わせをしていることもある。息子が「勇者ヨシヒコと導かれし七人」で登場した。食欲がなくても、カレーだけはのどを通るらしい。洗髪後は螺髪に育毛剤が欠かせない。寄り道ばかりするヨシヒコらを叱るが許容している。姿を現わさず、天空からアイテムの在り処を記した地図を与えることもある。額の白毫から仏ビームなる光線を出し、記憶の消去などができる。上述の通りいい加減な性格ではあるが、ヨシヒコが本来の旅の目的を忘れ迷走している時は真面目にツッコミを入れたり、諭したりもしている。
なぜかヨシヒコだけは声は聞こえるが姿を見ることが出来ず、アナグリフ式赤青3Dメガネをかけることで無駄に飛び出して見えるようになった。裸眼で見える努力をするように常々言っているが、一向に見えるようにならないので半ばあきらめている。第11話で地上に降臨して対峙した際、初めてヨシヒコは裸眼で仏の尊顔を拝した。
魔王ガリアス
声 - 中尾隆聖
仏によると諸悪の根源。下界を支配するため邪悪な気で人々を操り、逆らう者に対して魔物を差し向け、カボイの村を始め世界中に疫病を蔓延させていた張本人。暗雲の下、絶海と天険で守られた「魔王ビル」という「城」にいる。普通はアポイントメントが無いと面会出来ないらしい。ヨシヒコが受付嬢に「殺しに来た」と伝えたら、すぐに対応してくれた。
独自の文明を築き上げ、便利な品々や美味しい食べ物などで人々の心を虜にし、堕落させてからICチップを埋め込み支配する一方、ヨシヒコら「外の世界」の人々を邪魔な存在として魔物や疫病で苦しめていた。魔王と名乗るだけあって多彩かつ強力な魔法と凄まじい攻撃力を持つが、ヨシヒコが冒険で手に入れた装備により、光線は天女の羽衣が、火炎は賢者の鎧が、冷気はドラゴンの盾がそれぞれ防いだ（後述・魔王ガリアスの項も参照）。
操られた人物は眼球の虹彩が白く変化し「人間の目」ではなくなるが、強さは変わらない。第2話以降から冒頭のアバンタイトル部分で魔王に操られた盗賊がヨシヒコたちの前に立ちふさがり、倒されるのがお約束になっている。

## 各話あらすじとゲスト

### 第1話・カボイの村
カボイの村では、謎の疫病が蔓延し、村人たちは次々と命を落としていた。勇者テルヒコは疫病を治すことが出来るという幻の薬草を求めて半年前に旅立ったものの、戻ってこない。新たな勇者として選ばれたヨシヒコは、いざないの剣を手に旅に出ることになった。
オザル
演 - 志賀廣太郎（友情出演）
カボイの村の長。占いの踊りが得意でヨシヒコの旅立つ方向を決める。第12話（最終話）のラストシーンにも登場し、ヨシヒコの帰還を祝福した。
テルヒコ
演 - きたろう（友情出演）
ヨシヒコの父。ヨシヒコより半年ほど前に村から疫病を祓う薬草探しの命を受け、旅に出ていた。実は薬草は既に見つけ、たっぷり手に入れていたものの、旅先で出会った子連れの女と恋仲になり、その上妊娠させてしまったこともあり、村に帰りづらくなっていた。偶然再会したヨシヒコに薬草を託して、故郷と家族を捨てる。
テルヒコがヨシヒコに託した薬草は、第2話の未公開シーンにて毒の治療に使われている。
原始人
演 - 野村浩二・磯山良司（江戸むらさき）
サイレントコントのようなボケとツッコミが出来る2人組の原始人。

### 第2話・マーニャの村
ヨシヒコたちはマーニャの村へとやって来た。この村では、過去に魔物に襲われた時に山神に魔物を鎮めて貰ったことがあり、それ以来、毎年村の娘を山神に生け贄として差し出している。それを憂いたヨシヒコは、生け贄の習わしを止めさせるため山神の棲み処を目指す。
忍者
演 - 池田成志（友情出演）
ヨシヒコたちの行く手を阻む5人組のリーダー。ただし、彼以外は就業時間9時〜5時のバイト。ダンジョーを圧倒するも終業時間が来てしまい、残業をしない主義の部下たちは様々な理由や嘘により帰宅。リーダー単独ではさほど強くないため、あっけなく返り討ちにされた。
おばば
演 - 白石奈緒美
マーニャの村の巫女。山神に捧げる娘を清めるお祓いをする。しきたりに重きを置いているかと思えば、あっさりと覆したりする。話の途中に「拒否る」など若者のような言葉遣いを交える。
サウダ
演 - 中村倫也
生贄の女を狙う、一見イケメンな若き盗賊。しかし、少しマザコンで中二病。
サウダの母
演 - 池谷のぶえ
女手ひとつでサウダを育てた、心配性で子離れできない過保護な母。キノコ狩りの男と交際中。
オシナ
演 - 渡辺直美
マーニャの村の娘。山神に生贄として捧げられるはずだったが、不細工な容姿のおかげで救われ、釈然としない複雑な思いのまま村に帰っていった。性格と声は非常に良い。
山神様
声 - 福田雄一
過去に魔物から村を守るが、以降年に一度女の生贄を要求してきた。姿は見せず、祠の中から声だけが聞こえる。ヨシヒコの説得にあっさりと応じて、オシナを連れて帰ることに同意した。また、年々不細工な女が来るようになったことにも失望しており、面倒になっていたこともあり、以降の生贄の要求をやめた。

### 第3話・キラナの村
キラナの村では夜になると西の洞窟に住む化け物が農作物や村人を襲ってくるという。ヨシヒコは、その化け物を退治すると請け負うが、いざないの剣では太刀打ちできない。しかし、何者をも倒すという「魂の剣」を打つ刀鍛冶が東の山に住むと聞き訪ねることに。
盗賊A
演 - 安田顕（友情出演 / TEAM NACS）
食料を奪おうと襲ってきた剣の使い手。チンポジがベスポジに収まると本領を発揮するらしいが、中々定まらず、痺れを切らしたムラサキに斬られる。
こじま
演 - 小林大介
美しい森にしか住まないと言われている森の精霊。コダマに良く似た仲間と身を寄せ合っている。1人だけ大きいこじまが村の位置を教えてくれた。
キラナ村の女
演 - 六車奈々
昼間植えた大根が気になり、夜になって様子を見に出たところ、畑を荒らしにきた西の洞窟に住む化け物に襲われ、脚に怪我を負う。
岩鉄齋
演 - 山田明郷
戦う者の魂を込めた「魂の剣」を打つことが出来る刀職人。東の山に住む。気難しそうに見えるが、快く剣を打つことを承諾する。

### 第4話・川の上流、天女の岩
仏からお告げで「天女の羽衣」を手に入れるよう言われ、川の上流にある「天女の岩」を目指すヨシヒコたち。しかし、天女を守るカッパに阻まれ、また、無礼な振る舞いをする一行に対してへそを曲げた天女から羽衣を譲り渡して貰うことに難儀する。
盗賊B
演 - あべこうじ
ハイテンションで勝手に喋り続け、自己完結しては悦に入る漫談で相手をイライラさせる盗賊。例のごとく食料や金品を要求してきた。あまりの鬱陶しさに苛立ちが最高潮に達したヨシヒコに斬られる。メレブはキャラが近いこともあり親近感を抱いていた。
天女
演 - 小池栄子（友情出演）
魔王の攻撃をかわすことが出来る羽衣を纏い、天女の岩の上でハープを奏でる美しい天女。人が多い場所を好まず人里に下りることはない。大勢の人の前では心が乱れてしまう繊細さを持つ。普段は穏やかで温和、柔らかな物腰をした美女だが、一旦怒ると言動がかなり粗暴になり、品のない姿を見せる。数々の無礼な振る舞いをしたヨシヒコらに激怒するが、「ハナブー」を用いた交渉（実際は脅迫・取り引き）に折れて羽衣を渡した。
カッパ
演 - 尾関高文（ザ・ギース）
上流から下流まで数多く生息し、対岸にいる天女を守っている。身長は高め。水の中では圧倒的な強さを誇り、川に近づくものを水底に引きずり込む戦法を得意とする。伝説の武器の使い方をうっかり口走ってしまい、頭の皿を渇かされて気絶する。
盗賊C
演 - 矢崎広
恐るべき牙を持つ相棒の飼い犬・ブレンダーを従えて襲撃してきた盗賊。しかし一心同体であるはずのブレンダーがやる気を出さないので戦わずして逃走した。自称「普通の人」。
ブレンダー
盗賊Cの相棒として共に闘う犬。「殺人マシーン」の異名を持つらしいが、見た目は普通の中型犬。なかなか闘争心に火がつかないため飼い主を焦らせた。演じているのは現地エキストラの飼い犬。

### 第5話・オイッスの村
「無敵の靴」を求めてオイッスの村へとやって来たヨシヒコ一行。村は5人組の男たちによって仕切られており、特に背の高いリーダー・イガルヤは恐れられている。村には何か秘密があり、村を出ようとする者は、秘密を守るために殺されるという噂がまことしやかに伝わっていた。
盗賊D
演 - 沢村一樹（友情出演）
バタフライナイフのアクションが無駄に格好良い、ニヒルな盗賊。掠っただけで即死する毒のナイフを使うが、調子に乗ってナイフの毒を舐めてしまい、あえなく死亡した。
鞠をつく老人
演 - 太田恭輔
オイッスの村に入ろうとするヨシヒコたちに「村に入った者は二度と出られない」と危険を伝える。鞠をついていて、「今後の展開の伏線になる意味などがあるのか」と訝しむメレブに尋ねられるが、特に意味はなかった。
オイッスの村の人々
イガルヤを筆頭とする5人組によって取り仕切られている。笑えないギャグやリアクションをする者を牢屋に入れ、健康牛乳やワンコソーメンを延々飲食させるなどの懲罰を科している。また、村にあるらしい秘密を守るため、村を出ようとする者を殺すと言われている。
5人組以外の村人は、ヨシヒコたち部外者が村に入った時を境に、イガルヤによって基本的に同じ動作・台詞しか言わないように操作された。また、ヨシヒコたちがアイテムを探すために屋内に勝手に侵入して家捜ししたり、物を壊しても何も言わない。
イガルヤ
演 - 長江英和
リーダー。背が高く威圧感がある。下唇が厚い。笑いが取れない手下や村人に、メガホンでダメ出しをする。「こりゃダメだ」「行ってみよー」が口癖。牢に捕らえたメレブに健康牛乳ならぬ「さわやか牛乳」のCM撮りを何テイクもやらせた。一見悪人のようだがその実、真に村と笑いを愛する人物であり、全ては「無敵の靴」の守護と笑い溢れる村の構築を思っての行動だった。ヨシヒコの説得により「無敵の靴」を渡し、投獄もやめることを約束する。
ナカーモ
演 - 金子伸哉
蔵の番人。黒縁の眼鏡をかけていて、一見、普通の真面目な人。体操選手のように身が軽く強敵かと思われたがスイーツが効きやすく、その効果で撤退。
カボー
演 - 斉藤岳
酔っぱらうと「ちょっとだけだぞ」「あんたも好きねぇ」と言って服を脱ぎだす。その際には周りがピンク色になる。「へっきしっ!」と独特のくしゃみをしたり、腰を大きく前後にヘコヘコ動かして歩く。酩酊したカボーに「ちょっとだけ…」と付け加えてお願いをすると、大抵の無理は聞き入れてくれる。
シムダ
演 - 谷口一
イガルヤの手下の中では出来が悪く、カボーと共にいつも怒られている。行く先々で「変なおじさん」と呼ばれ、誰だと聞かれると「だっふん…」と答える。「だいじょーぶです」「怒っちゃイヤです」が口癖。
ブーチン
演 - 金谷マサヨシ
太っていて常にぼーっとしており、戦力にはなっていないように見えるが、実は仏像や落ちるタライ、蛇などのカラクリを作動させていたらしい。首にレイを掛けウクレレを弾いている。
動く仏像
演 - 太田恭輔
イガルヤの「行ってみよー」の一言で起動するオイッスの村のカラクリ。「仏像の魔物」とヨシヒコが推測したものの正体は不明。動かぬ仏像のフリをしてヨシヒコの背後からダメージを与え、仏像が動いたことを信じない仲間たちと引き離すことに成功する。その後、ヨシヒコと鏡像コントらしきこともやった。実は善人であり、囚われたメレブたちの捜索を手伝い、蔵の鍵も見つけてくれた。

### 第6話・ラムールの村
「鬼神の兜」を手に入れるべく東へ向かっていた途中、遭遇したモンスターに混乱させられてしまったダンジョーがヨシヒコを斬りつけて怪我を負わせてしまう。近くのラムールの村に傷が癒えるまで滞在することになったヨシヒコ。診療所で働く可愛い娘・リエンの世話になるうちに恋心が芽生える。
盗賊E
演 - 古田新太（友情出演）
まだこの国では希少な銃を持った盗賊。ウサギの耳と長い手袋が付いた帽子を着用している。自らを「クレイジー」と称し、金品･食料を強奪しようと襲ってきた。口だけは強気だが、極度の恐妻家。子煩悩な1児の父。
第8話（アキバラの村周辺）でも登場。持っていた銃は妻に壊されてしまい、今度は剣を手にヨシヒコたちに挑んできた。しかし再び妻の乱入によって中断。ベッドの下にエロ本を隠し持っていたこと、「若いころは獣のように盛っていた」ことなどを悉く暴露され、散々なじられた挙句、土下座させられる。
盗賊Eの妻
演 - 上地春奈
「クレイジー」な夫を完全に尻に敷いている、かなり気が強く乱暴な妻。外面は良く、ヨシヒコたちにも愛嬌を振りまいた。戦闘中にもかかわらず、夫に子守り、ゴミ捨て、食器洗いを命じた。
夫同様、第8話でも登場。最近ご無沙汰なのに自分を放っておいて、こっそりエロ本を買って一人で楽しんでいた夫に不満爆発し、「私を抱け!」と叫びながら土下座させた。
リエン
演 - 中村静香、ト字たかお（魔法が解けた後）
ラムールの村の診療所で働く可憐で巨乳な娘。南の山に住む邪悪な魔法使いに「男とチューをすると心臓が止まってしまう」という魔法をかけられている。恋に落ちたヨシヒコの奮闘で魔法が解けるが、実は魔法とは「『男とチューをすると心臓が止まってしまう巨乳美女』に変える」というややこしいものだった。魔法がかかっている間は本来の自分を忘れており、魔法が解けて喜んでいた。
盗賊F
演 - 音尾琢真（友情出演 / TEAM NACS）
この国で最も冷酷非道な盗賊集団に属しており、頭目イザマルの命を受けてムラサキをさらおうとした盗賊。両足でウンコを踏んでしまったためにムラサキたちにバカにされ、「ダブルウンコマン」という不名誉な渾名をつけられて心が折れかかる。ダンジョーに促され、戦わずして出直すことになった。ダンジョーの見立てではそこそこ強いらしい。
北の山に住む化け物
鬼神の兜を持っている。仏曰く、引っ越しマニアで3日でいなくなってしまうらしい。アニメ絵の5つの目と触手を持つ緑色の化け物。ダンジョーらを追い詰めるも、後から駆けつけたヨシヒコによって一撃で屠られた。
南の山に住む邪悪な魔法使い
リエンにややこしい魔法をかけた魔法使い。ヨシヒコの圧倒的な気迫に負け、リエンにかけた魔法を解き二度と魔法をかけないことを約束したため命拾いした。

### 第7話・パゴラの村
商業の街・パゴラの村で成功を収めている商人・ラドマンが「ドラゴンの盾」を所有している。その盾を譲ってもらおうと訪ねたヨシヒコであったが、ラドマンは、所有している五重塔に住まいながら家賃を長期滞納している者たちからその家賃を回収してきた報酬としてならば譲り渡しても良いと交換条件を出した。
吟遊詩人
演 - KENTARO
パゴラの村で「ドラゴンの盾」のありかのヒントを分かりやすい歌詞に置き換え、朗々とした歌声に乗せて教えてくれた吟遊詩人。ヨシヒコはその歌声に聴き入ってしまいヒントに気づかなかった。
ラドマン
演 - 小松利昌
商業の栄えるパゴラの村で商売に成功し大金持ちになった男性。「ドラゴンの盾」を所有している。いわゆる成金で、珍品や希少価値のある品物をコレクションしては人に見せびらかし、自慢しては感嘆の声をあげさせるのが趣味。ラドマンの所有する五重塔に住みながら家賃を滞納している「皆殺しの5悪党」を倒し、家賃を回収してくれば「ドラゴンの盾」を譲り渡すとヨシヒコたちに条件を出す。
ジャイタン
演 - 与座嘉秋
五重塔・第1の階の住人。傍若無人な態度で他人の物を強引に自分の物にしてしまう呪術を使う。「お前の物は俺の物、俺の物は俺の物」らしい。また、ヨシヒコに黒縁の丸いメガネを掛けさせ、青くて丸いものにすがりつく駄目な小学生に、メレブを何かと母親にすがる小学生の精神に変える呪術や、「ボゲェ〜」と歌詞のわからない歌を歌い、耐え難い奇怪な響きで相手にダメージを与える「恐怖のリサイタル」という技を使う。ヨシヒコらを絶体絶命の危機に陥れるが、母の乱入により形勢逆転、家賃を払うこととなった。母から「ツヨシ」と呼ばれている。
ジャイタンの母
演 - 青木和代
ジャイタンが絶対に頭の上がらない「母ちゃん」。息子が家賃を滞納していることを知らなかったらしく、その事実をヨシヒコたちに告げられると息子を叱りつけ、お尻ペンペンのおしおきをして家賃を払わせた。
キサラ
演 - ホリ
五重塔・第2の階の住人。「ぶっちゃけ」と「ちょ、待てよ」が口癖。女をメロメロにする容姿と呪術を使いムラサキをとろけさせた。また、「待てよ」と言うことで相手の動きを止める能力も持つ。1本しか無い矢で敵を攻撃するが、弓矢の扱いはド下手。外す度に回収して再び矢を射るが、3度目にヨシヒコにあっさり矢を切られてしまい、眠らされた。
スズキ
演 - 鈴木拓（ドランクドラゴン）
五重塔・第3の階の住人。家賃はちゃんと払っているものと勘違いしていただけだったので諍いも起こさず、素直に滞納分を払う。とても謙虚で、ヨシヒコたちにお茶を振舞ってくれた。名前も見た目も普通で弱そうだが、魔法使いであり、全滅の呪文「ザラ●」を使える。興味本位でかけさせたヨシヒコらを全滅させてしまい、教会から戻ってきた時に謝罪した。
タダタ
演 - ビューティーこくぶ
五重塔・第4の階の住人。軽妙なセールストークで惹きつけて、ビミョーに魅力的な商品にビミョーにお得感のあるオマケをたっぷりと付け、激安価格で販売している。商品で両手が塞がった状態の相手に不意打ち攻撃をする独特な戦法をとるらしい。しかし、買い渋るヨシヒコ一行に根負けし、滞納していた家賃を商品のオマケに付けてしまった次の瞬間、ヨシヒコのいざないの剣が振り下ろされ、あっけなく眠らされる。
大山
演 - 今野浩喜（キングオブコメディ）
五重塔・第5の階の住人。40年も住み続ける伝説の格闘家。かつてはツキノワグマを10頭まとめて倒したと言われているが、今は足腰も弱り、日がな一日、布団に横たわっている老人。自分より強い相手にしか家賃を払わない主義であったが、ヨシヒコたちには敵わないと悟り家賃を支払った。強くて頼りになると感じたヨシヒコは仲間に誘うが、あっさり断られてしまった。
神父
演 - 鎌倉太郎
お金を払えば仲間を生き返らせてくれる神父。必要な金額は人によって違う。お金が微妙に足りない場合、魂が抜けた中途半端な状態で生き返らせてくれる。セーブも出来るらしい。

### 第8話・アキバラの村
「賢者の鎧」を手に入れるためアキバラの村へ向かう途中、自分の職業を変えることが出来るというダーマ神社に立ち寄ったヨシヒコ一行は、より多くの特技を得るため転職することにする。ヨシヒコが転職の手続きをしようとした時に思わぬハプニングが起こってしまう。
アイドル
演 - 佐保明梨、佐藤綾乃（アップアップガールズ（仮））
電化製品と踊り子の街・アキバラの村で活動しているアイドル。オタ芸で盛り上げてくれる熱狂的なファンに支持されている。
アキーモ
演 - 三上市朗
アキバラの村でアイドルをプロデュースしている男性。やる気のない者、ファンの支持を得られない者は容赦なく見限り、不要と判断した者には冷酷である。脱落者の口から悪い噂を流されないように魔物多発地帯に放り出し、始末することも厭わない非道な発言も淀みなく口にする。男性アイドルユニット「渡り廊下de魔物倒し隊」のプロデュースを計画、ヨシヒコに期待を寄せていた。
渡り廊下de魔物倒し隊
演 - 松永一哉（赤）、野村啓介（黄）、猪塚健太（緑）
アキーモプロデュースによるヨシヒコを含めた4人組男性アイドルユニット。最初はレッスンに耐えかね辞めたがっていたが、脱落者は口封じに殺されることを聞いたヨシヒコが皆を説得することで再起。プレ・デビューしたヨシヒコは観客の歓声に歓喜し、ダンスでも他のメンバーを押し退けてセンターに立とうと奮起した。「総選挙」と銘打った人気投票でヨシヒコを除いた3人はランキング上位に名を連ね正式採用され、人気アイドルへの道を約束された。一方、ヨシヒコは得票数2票で上位20位に入れず、アキーモから解雇を言い渡される。
ポンジ
演 - 川久保拓司
ヨシヒコの代わりに唐突に現れた勇者。元遊び人でLv99まで極めたが、ダーマ神社でたまたま一枠空いていた「勇者」にノリだけで転職した。自分の名を「PJ」と格好良く呼ばれることを望んでいる。メレブも辟易するほどに言動がチャラくて軽薄。耐えかねたダンジョーに斬りかかられ、イケメン好きのムラサキにさえ「キモい」と敬遠されてしまう。疲れることや汚れることを嫌い、雨や泥跳ね、徒歩での移動を「NG」と言って嫌がる。勇者の使命が面倒になり、あっさり返上した。
合コンの女
演 - ゆき、寺山葵、若木萌
ダンジョー、メレブ、ポンジと合コンした。メレブは女の1人に一発芸でスイーツの呪文をかける。
アキーモの手下
演 - 金子伸哉、山本康弘
アキーモに服従し、アイドル候補生にダンスを教えたり、個別評価を報告する他、脱落者の始末も請け負う。

ギガンテス
第2話にも登場した、一つ目と一本角の青い巨人。今は南の山を徘徊しており、アキバラ村の井戸にあった「賢者の鎧」を盗み、持ち去った。

### 第9話・妖精の城、神官の社
「命の指輪」を手に入れるため妖精の村を目指すヨシヒコ一行。偶然出会った妖精に導かれ、妖精の城の女神・ポロンの下を訪ねると、指輪は山の祠に住む悪魔神官に盗まれてしまったと嘆いている。指輪を取り返すべく神官の下へ赴くヨシヒコ。しかし、その道中、神官を守る者たちは一様に「山の神官」と口にしていた。
盗賊G
演 - 橋本じゅん
大衆演劇の剣劇スターを気取って、芝居掛かった前口上や見得を切る鬱陶しい盗賊。戦闘に入る前には舞いや「夢芝居」を歌う歌謡ショーもどきを長々と披露し、引き連れてきた贔屓筋のオバさんたちにファンサービスするなどしてヨシヒコらをイライラさせるが、戦いにそんなものはいらんとダンジョーに水を差されて一喝された挙句、一太刀で斬られてしまう。格の違うダンジョーの華麗な「千両役者」ぶりに、オバさんたちはあっさり鞍替えしてしまった。
妖精アタ＆妖精フタ
演 - 井上花菜（アタ）、 福田響志（フタ）
ヨシヒコ以外の人間には見えない妖精。人に見つかると2人でアタフタする。いつもブラブラしているだけで、見えないことをいいことに人の目の前で変顔をして遊んだりするイタズラ好き。使えもしない魔法を使えるとからかったり、肩車を遠まわしに要求したりするなど、人のいいヨシヒコにさえ「憎たらしい」と言わしめる小生意気な性格をしている。一行を妖精の村へ案内した。
ポロン
演 - 原史奈、 上地春奈（悪魔の声）
妖精の城の美しい女神。しかし正体は不老不死を得るために「命の指輪」を狙っている悪魔。妖精が見える人のいいヨシヒコを利用し、神官から指輪を奪わせた。指輪を手に入れたことで正体を現し、巨大化して襲い掛かるが、指輪は巨大化せず元のサイズのままだったため指に食い込んでしまい、痛がっている隙を突かれてヨシヒコに倒された。正体を現すとアニメ絵の漆黒の悪魔の姿になる。
ケンタウロス男
演 - 綾野剛（友情出演）
第1の刺客。上半身が人間で下半身が馬のケンタウロス。下半身が重く、思うように動けないために運動能力が逆にマイナスになってしまっている。ヨシヒコたちにグルグル回りながら遊ばれた。小走りするだけで息が切れてしまうほど疲れるため、待ちの体制で挑発したり怪我のふりをして誘う作戦に打って出るも、結局下半身が重荷になり倒される。なぜか後ろ足は動かない。
牛の角男
演 - 加藤晴彦（友情出演）
第2の刺客の1人。牛からあらゆる物を吹き飛ばす強力な角を授かった男。パーマがかかっており、無口。赤い物を見ることで闘志を湧き立たせ、戦闘に挑むことが出来るのだが、ヨシヒコらが誰も赤い服を着ていなかったため燃えることが出来ず撃沈。
牛の乳男
演 - 岡田義徳（友情出演）
第2の刺客の1人。牛から乳を授かった男。乳を搾って飛ばして敵の視界を遮り、カルシウムを供給する。剣を扱うことも出来るが大きな乳房が邪魔で抜けず、その様を「カッコ悪い」と言われてしまう。戦いにストレスを感じて乳を出すことが出来ず敗北。
テングザル男
演 - 礒野慎吾
第3の刺客。テングザルから鼻を授かった男。しかし当の鼻も大きいだけで特筆すべき必殺技があるわけでもなく、無駄に顔の大半を覆い、声が篭ってしまうなど色々と邪魔。これまでの刺客を失敗作と鼻で笑い見下すが、当人も鼻以外は普通の人間であったためあっさり敗北。
アライグマ男
演 - 金子伸哉
第4の刺客。2人の手下を従えて現れた。ラスカルと名乗っていた。ルックスは可愛いが拳銃を使う獰猛な男。何でも洗わないと気が済まない習性があり、武器である拳銃を全て洗って使えなくしてしまい、敗北する。
アライグマ男の手下
演 - 大田恭輔、野村啓介
アライグマ男を兄貴と慕う2人の人間。『北斗の拳』に出てくる悪者の手下のようなアブない表情と挙動不審な動きでヨシヒコたちを威嚇した。

神官
演 - 鎌倉太郎
妖精の村から「命の指輪」を盗んだとされる「悪魔神官」。人間と動物を掛け合わせる呪術の他、様々な強力な魔法を使える。しかし、実際には結界を張って山を守っている「山の神官」であり、指輪の本来の持ち主でもある。ヨシヒコたちに「指輪を盗んでいない」と言っても信じてもらえず、ムラサキとメレブの連携によって戦闘意欲を削がれ、ヨシヒコのいざないの剣によって眠らされた。卵かけご飯が好き。食べる際にはご飯の真ん中に穴を開ける派。

### 第10話・アマネの村
魔王の城は遥か海を渡った先にあり、渡るためには「魔法のじゅうたん」が必要であるという。じゅうたんを求めてアマネの村で開催されている珍品オークションに参加するヨシヒコ一行だったが、運良く出品されていたじゅうたんはヨシヒコらが手を出せないほどの高額で落札されてしまった。落札したのは思いもよらぬ人物、ヨシヒコの妹・ヒサであった。
カイザー
演 - マギー
西洋風文化の栄えるアマネの村で、ひときわ瀟洒な屋敷に住む華奢な伯爵。ヒサの婚約者（夫）。絵に描いたように嫌味な金持ちで、声のキーが高い。ヒサにかなりベタ惚れだったようだが、カボイの村に帰ることにしたヒサにあっさり別れを告げられてしまう。
執事
演 - 大河内浩
カイザー伯爵に仕える執事。第10話に先駆けて、前回（神官の社周辺）のラストで、セレブとなったヒサに仕える形で登場している。

仙人
演 - 斉木しげる（友情出演）
ポクチーが自生する植物の楽園に行くための唯一の径路、「死の谷」に架かっている吊り橋のたもとに立ち、やましい心を持つ人間が無闇に立ち入るのを防守している仙人。渡ろうとする者に無理難題を出して、その答え如何で真意を量っている。ただ、ムラサキには「好きな男子の名前」、ダンジョーには「自分（ダンジョー）の名前」、ヨシヒコには「勇者の使命」を答えさせて簡単に通すも、メレブには「大爆笑させろ」と吹っかけるなど、難度に極端なムラがある。
ポクチー
声 - 村岡希美
東の山に咲く幻の花。色は赤く、喋ることが出来る。カイザー家の料理人との料理対決を前に、ハロハロ鳥のローストにポクチーを添えたものがヒサの大好物であると知らされたヨシヒコたちが探した。
ニセ貧乏親子
演 - 山田真歩（母）、今井悠貴（子）
パスタ屋で一杯のかけそばを頼み、ヨシヒコに聞こえるように辛苦な身の上話をする下手な芝居で同情を誘う。思惑通り、罠に嵌ったヨシヒコが差し出したハロハロ鳥とポクチーを手に入れて、脱兎の如く去っていった。その正体は、ヒサが差し向けたカイザー家に仕える使用人であった。
幼いヨシヒコ
演 - 小林翼
回想シーンに登場。幼いころから妹思いで優しい兄であった。ことあるごとにヒサに大きな塩むすびを作ってやっていた。
幼いヒサ
演 - 阿部日向子
回想シーンに登場。兄のヨシヒコより背が高い。ヨシヒコがヒサのために握ってくれた、質素で素朴な塩むすびが大好きだった。
魔法戦士バッカス
演 - 小栗旬（友情出演）
魔王の城の門番。敵を仲間に引き入れる呪文「ルフィーン」でヨシヒコを操り、意のままに動かそうとするが、「やれ」と言えば宴会芸を、「襲いかかれ」と言えばスケベな悪戯をしようとするなど、いまいち命令が適切に伝わらなかった。その後、ヨシヒコと一緒に分身の術を始めたが、すぐに見破られてしまう。ヨシヒコがスケベな悪戯をした時も一緒になってノッてきたりと、本人もちょっと頭が悪く、メレブに「根は善人なのでは」と指摘された。結局、正気に戻ったヨシヒコにあっさり斬られる。

### 第11話・魔王の城下町
魔王の城の周囲は「魔王の城下町」と呼ばれ、高層ビル群が立ち並び城が分からないようカモフラージュされている。魔王の城を見つけ出すのは至難の業だと悟った一行は、散り散りに別れて潜入捜査を行うことにした。4人は自分たちの住む村々とはかけ離れた文明社会に困惑しつつも、時間が経つにつれ徐々に順応していってしまう。
警察官
演 - 賀来賢人（友情出演）
公園で焚き火をして野宿をしようとしていたヨシヒコに職務質問し、注意を促した警察官。
不動産屋
演 - 高佐一慈（ザ・ギース）
部屋を借りに来たヨシヒコに、垢抜けない安いアパートではなく、都会的でお洒落なマンションの一室を勧め、掘り出し物件を紹介した不動産屋。さらに知り合いの家具屋も勧めた凄腕。
メイド
演 - 村上東奈
メレブが気に入って通っているメイド喫茶のメイド。自分のことを「あおいタン」と言う。プロ意識が高く、いかにもな仕事ぶりで客の相手をしているが、本当に好かれていると勘違いして陶酔するメレブのようなタイプが苦手。本気で求愛してきたメレブにキレて罵詈雑言を浴びせ、「きのこヘッド」の捨て台詞と共に出入り禁止を言い渡した。
居酒屋の店長
演 - 八十田勇一
ヨシヒコがアルバイトで働いた居酒屋の店長。絵に描いたような悪上司で、事故に遭った妹の見舞いに行きたいというアサミの懇願を「大したことは無い」と切り捨てた。挨拶の練習中に武田鉄矢の真似をさせたりする。
アサミ
演 - 岸井ゆきの
ヨシヒコがアルバイトで働いた居酒屋のバイト仲間。幼い時に両親を亡くしており、生活にあまり余裕はないが、一生懸命働いて妹を養っている。健気なその姿勢にヨシヒコの心が少し傾いた。
キャバ嬢
演 - のーでぃ
ダンジョーが「耕作」と名乗って通っているキャバクラに勤務する女。やや露出の高い服を着ている。ダンジョーと同伴出勤をする予定で寿司屋で食事をしていたが、魔王退治の使命に再び燃えたヨシヒコの乱入でその話は立ち消えになった。
福田組
演 - 福田雄一、勇者ヨシヒコと魔王の城撮影スタッフ
ムラサキが女優として出演していたドラマ『伸-SHIN-』を撮影しているスタッフ。本編の撮影スタッフ一同であり、監督の福田も出演している。また、カメラマンの台車を押している白いタオルを頭に巻いた撮影スタッフをムロツヨシが演じた。

### 第12話・魔王の城
仏に諭され、再び勇者としての使命を果たすべく動き出したヨシヒコ一行だったが、魔王を守る最強の敵・ゴードンがそれを阻み、ヨシヒコを一蹴する。かつて魔王と戦い勝利したという伝説の勇者・ロトスケが所有している「勇者の剣」でなければ魔王の息の根を止めることは出来ない。今は小料理屋の主人として街に溶け込んでいるロトスケを訪ね、ようやく「勇者の剣」を手中に納めたヨシヒコは、魔王との最後の戦いに臨む。
ゴードン
演 - 野間口徹
魔王の秘書にして、魔王に仕える最強の部下。細身の体に詰襟の服を着用。一見話し方も穏やかで腰も低い優男タイプだが、強力な炎の呪文を操り、躊躇なくヨシヒコたちを攻撃。一度はムラサキ以外のパーティーを全滅させた。勇者の剣を手に入れて、再び城へ乗り込んできたヨシヒコにより倒される。
受付嬢
演 - 黒坂真美
魔王ビルの受付業務を担当している女。淡々と業務をこなす。
伝説の勇者ロトスケ
演 - きたろう（友情出演）
かつて魔王と戦ったが、その優しさがゆえにとどめを刺せず、復活した魔王により封印されてしまった伝説の勇者。ヨシヒコの父・テルヒコに瓜二つだが別人。勇者であり、魔物使いでもある。
今は小料理屋「ロト」の主人として身を隠している。当初は勇者でないとしらばっくれたが、ヨシヒコの帽子にそっくりな板前帽を被り、剣を包丁の代わりに使い、バーナーの炎を避けるために盾を用い、魔物を店員として雇用するなど、否定の言葉とは裏腹に隠す気は無いように見える。「勇者の剣」を託すにふさわしい者か見極めるため、本物の剣を選ばせる試練をヨシヒコに課すも、正解以外の剣のメンテナンスを怠っていたためあっさり見破られてしまう。「鬼太郎｣という言葉に妙に反応する。
魔王ガリアス
ヨシヒコたちが対峙した最後の敵。ロトスケによれば、魔王の正体は、ある日宇宙より飛来した謎の生命体だという。地球に降下する際に肉体が砕け散り目玉だけになったが、高い生命力により全身を蘇生させた。その後、ロトスケによって一度倒されるも、彼の優しさによりとどめを刺されることは無く、再度復活した。一見、仮面を被ったマント姿の男だが、これは仮の姿である（主要人物・魔王ガリアスの項も参照）。
真・ガリアス
声 - 中尾隆聖
勇者の剣の一撃で倒れたかと思われたガリアスだったが、嘲笑うかのように悠々と真の姿を現した。魔王ビルを覆うほどの巨体を誇る強大な魔獣。その角から放たれる電撃でヨシヒコ以外の全員を倒し、さらには魔王退治の装備をことごとく破壊。ゴードンが今際（いまわ） に発した「魔王は進化した」の言葉通り、魔王を倒す唯一の武器と称えられた勇者の剣さえも溶解してヨシヒコを窮地に立たせる。しかし万事休すの土壇場で、ロトスケに聞いた話を反芻し、目玉が魔王の核であり弱点であることを見抜き、最後に残った装備「無敵の靴」の真の使い方を悟ったヨシヒコが放った靴を両目に撃ち込まれ倒された。

## 呪文
メレブが習得した呪文。第1話の時点ではハナブーしか覚えていなかったが、旅を続けるうちに使える呪文が増えていった。ヨシヒコのような純粋な人間相手だと効果が高いらしい。
ハナブー
対象者の鼻先を上げ（豚鼻にし）たり戻したりできる。1日1回しか使えない。
スイーツ
猛烈に甘いものを食べたくさせる。ただし、一部の魔物は甘いものを食べたいかどうかわからないので信用できない。メレブは戦いの時に隙を作るのに使えると主張、しょぼいと言われたものの、実際に様々な戦闘で敵を回避し、コンパでは一発芸的な使われ方もしており、実は最も使用した呪文である。ハナブーと異なり何度でも使える。
チョイキルト
味方の攻撃力を1.2倍にする呪文。かけられたヨシヒコ本人はかなりパワーアップしたように感じていたが、周囲からはかえって弱くなっていると言われてしまった。
ホイミネ
失われた体力を7割回復させる呪文。ただし、回復の条件として呪文を唱えた直後に牛の睾丸、鹿の角、ハブの肝、ローヤルゼリーを摂取しなければならない。それらを摂取するだけで体力は充分に回復するため、呪文としての意味が無い。
プリマズン
対象者のプリン体を増やす。そのうち痛風になり大きなダメージになるというが、効力を発揮するまでかなり時間がかかるため実用的でない。
ナマガワー
対象者の着ている服を生乾きの臭い（部屋干しの洗濯物の1.6倍の臭さ）にする呪文。しょぼい嫌がらせ程度の効果しか見込めない上に、服を着ていないと効果が無い。ハナブー同様元に戻せる。
ポリコズン
ブドウ4房分のポリフェノールとトマト3個半分のリコピンを味方の体内に注入する健康にいい呪文。味方の守備力を一気に上げるとメレブは言うが、2週間以上継続して何となく効果が出てきたかどうかという程度で、サプリメントのように長く使い続けていく必要がある。
ゲラ
対象者はメレブの言うことに何でも笑ってしまい、笑い続けていずれ死んでしまうという呪文。殺傷力が高い呪文と謳っていたが、ポンジには全く効果が無く、殺傷力は無いに等しいと言われてしまう。メレブのギャグのセンスが呪文の効力を左右するのか否かは定かではない。第10話では死の谷の門番の仙人を大爆笑させることに成功した。呪文にかかりやすいヨシヒコには効果絶大で、ギャグを言う前に大笑いした。
カワゴエタツヤー
どんなにまずい食べ物でもちょっとしたイケメン面とちょいとした毒舌があれば何でも美味しく感じさせる呪文。覚えたのが料理対決を控えた時点という絶好のタイミングだったため、珍しくムラサキを含む一行全員に喜ばれたが、対決直前にこのような戦術を警戒したカイザーによって杖を没収され、使用できなかった。
チョヒャド
敵のグループ全体に有効なヒャド系の呪文。1回でカーディガンを羽織りたくなる程度、うっすら肌寒くなる体感温度にする。5回で厚手のトレーナー、10回でダウンジャケット、100回かけるとシロクマなどにならない限り耐えられない寒さとなるという。メレブは寒い地域での戦いに特に有効な攻撃呪文と謳ったが、ダメージを与えられる寒さにするまで何度も重ねがけしなければならないのが難点。夏の暑さを凌ぐことにも使える。
チョヒャド×100
第12話にて使用。チョヒャドの項にあるように100回連続で唱えることで強大な冷気を生み出す。繰り出す直前にメレブが魔王の攻撃に征されて不発に終わった。
メラチン
チョヒャドに続けて習得した炎系の呪文。冷めた食べ物を温め直すことができる。食べ物にしか効かない。
メラチン×100
第12話にて使用。読み方は「メラチンひゃくれんぱつ」。1回なら冷めた物を温める程度のメラチンも100回連続唱えることでメラゾーマのような巨大な火の玉を生み出す灼熱地獄になるという。最終話では実際に巨大な火の玉を生成したものの、ガリアスには通用しなかった。
『導かれし七人』のオープニング映像でも使用。

## 特技
ムラサキが旅のさなか唐突に習得した特技。メレブの呪文より実戦向きであると評価が高い。
大きな目
第6話にて習得。カッと両目を大きく見開き、その迫力で相手の動きを一瞬制止することが出来る。ポンジのようにまともに目を合わせない者には効果が無い。
酔っ払いの目
第7話冒頭で習得。酔っ払いのような据わった目をし、相手が「弱そう」と油断して近寄ってきたところに攻撃を加える。
ふしぎな踊り
第9話にて習得。第3話で出会った木の人形のような魔物の踊りからヒントを得て、クネクネした踊りで魔法使いから魔法の力を吸い取り、他の対象者もムラサキの動きに誘われて同じように踊らせることで動きを封じる。その光景をメレブは「地獄のディスコ」と喩えた。
ザオリク
第11話にて習得。正確には特技ではなく呪文だが、ムラサキのものであるため本項にて解説。ダーマ神社で魔法使いに転職してから初めて覚えた呪文。死んだ者を生き返らせる呪文だが、覚えた当初は魔法使いとしての経験が浅いために呪文の性質を理解していなかった。第12話で偶然メレブを生き返らせたことで効果が判明した。魔力が足りない場合、かけられた人間は魂が抜けた中途半端な状態で復活してしまう。本作品で名前が明らかにされている呪文の中で唯一ドラゴンクエストシリーズに登場する呪文である。

## 放送リスト・アイテム
| 各話                                                      | 放送日  | アイテム | メレブの呪文                   | ヒサの変化                                             |
| --------------------------------------------------------- | ------- | --- | ------------------------------ | ------------------------------------------------------ |
| 壱                                                        | 7月8日  | いざないの剣：斬った相手を眠らせる。平和の神が与えた伝説の剣。 3D眼鏡：ヨシヒコが仏の姿を見るために使う。 馬：ヨシヒコがカボイ村から旅立った時に乗っていた。姿は確認されていない。 薬草：村を疫病から救うために必要なもので、当初ヨシヒコが探し求めていた。                                                                     | ハナブー                       | -                                                      |
| 弐                                                        | 7月15日 | サウダの米：山賊サウダの母が息子を勝たせるために渡す賄賂。 駕篭：マーニャ村の生贄を運ぶための駕篭。 | スイーツ                       | 髪の毛を染めてギャルになった。                         |
| 参                                                        | 7月22日 | 岩鉄齋の金槌：刀職人・岩鉄齋が刀を打つ時に使う。 魂の剣：何者をも倒すと言われている剣。戦う者の魂が込められている。一回使うと魂は元に戻る。 | チョイキルト                   | ギャル化が激しくなり、チャラ男な彼氏が出来る。         |
| 四                                                        | 7月29日 | 天女の羽衣：魔王のどんな攻撃もかわすことができる羽衣。 伝説の武器：ドライヤーによく似た、カッパを倒すことができる武器。 お粥：ヒルに吸血されて瀕死になったヨシヒコにムラサキがせっせと口一杯になるまで詰め込んだ。 | ホイミネ スイーツ ハナブー     | 特攻服を来てレディースになった。                       |
| 五                                                        | 8月05日 | 無敵の靴：魔王を倒すのに役立つクロックスによく似た金色の靴。ワニのマークがないものは偽物らしい。 メダル：たくさん集めると何かに換えられるらしい。 力の種：食べると力が一段階上がったような気になる。 蔵の鍵：無敵の靴が隠されている蔵の鍵。                                                                                     | スイーツ                       | ヤンキーのような男に付いて、アロハシャツを着ている。   |
| 六                                                        | 8月12日 | 鬼神の兜：魔王を倒すのに必要な兜。見た目は羽のような突起がある黄色ヘルメット。北の山に住む化け物が持っている。 盗賊の銃：この国にまだわずかしかないと言われている武器。 リエンの薬：ヨシヒコの怪我を治すための塗り薬。 | スイーツ プリマズン ナマガワー | 蓮っ葉で安っぽい80年代風ワンピースを着用。             |
| 七                                                        | 8月19日 | ドラゴンの盾：商業の街・パゴラの村の金持ちラドマンが所有している。 キサラの弓矢：五重塔・第二の階に住むキサラの弓矢。矢が1本しかないので攻撃はワンチャンスのみ。 棺桶：生命力がゼロになった時に置き換わる、そこそこ重い箱。 馬車：第1話でヨシヒコが乗っていた馬が牽いている。所持する装備やアイテムを収納しておくことができる。 | ポリコズン                     | 囚人服を来ており、看守から逃げている。                 |
| 八                                                        | 8月26日 | 賢者の鎧：炎系の呪文を跳ね返す伝説の鎧。アキバラの村にあったがギガンテスが盗み取った。 ポンジの傘：ポンジ専用のビ○ール傘に似た傘。 | ゲラ スイーツ                  | 「姐さん」と呼ぶ者が付いている。                       |
| 九                                                        | 9月02日 | 命の指輪：不老不死の命を授かる指輪。妖精の村にあったが悪魔神官に盗まれたとされている。 神官のTKG：山の神官の好物である「たまごかけごはん」。 | チョヒャド スイーツ            | 「奥さま」と呼ぶ、お付きがいる。純白のドレスを着用。   |
| 十                                                        | 9月09日 | 魔法のじゅうたん：空を自由自在に飛べるじゅうたん。大きさと形はトイレのマット。 ハロハロ鳥：南の山に住むとされる鳥。実はただのオウム。 ポクチー：東の山に咲くとされる幻の花。 塩むすび：ヒサの頑なな心を解したヨシヒコが手ずから握ったおにぎり。                                                                                 | ゲラ カワゴエタツヤー          | 伯爵夫人として本編に登場                               |
| 十一                                                      | 9月16日 | 魔王の街ガイドブック：魔王の街に関するグルメ情報や流行スポットなどを掲載している。 探知機：ヨシヒコが仏から授かった小型機器。仲間の居場所が分かる。 | メラチン                       | -                                                      |
| 十二                                                      | 9月23日 | 勇者の剣：魔王の体を引き裂くことができる唯一の武器。伝説の勇者ロトスケが所有している。外見はドラクエシリーズに登場する「天空の剣」そのもの（後述の「その他」も参照）。 対魔王用の装備：これまで手に入れた魔王の攻撃を防ぐ装備。                                                                                                 | メラチン チョヒャド            | 元の姿に戻っている。村に帰ってきたヨシヒコを出迎えた。 |
| 平均視聴率 3.2%（視聴率は関東地区・ビデオリサーチ社調べ） |         | |                                |                                                        |

## スタッフ
- 脚本・監督：福田雄一
- 音楽：瀬川英史
- 主題歌：オープニングテーマ:「エボ★レボリューション」mihimaru GT
  - エンディングテーマ:「愛し続けるから」 TEE
- モンスター制作：ブラボーカンパニー
- オープニングタイトル：本郷伸明
- エンディングタイトル：及川勝仁
- ロケ協力：庄内映画村
- 音響効果：ミラクルスパーク
- 技術協力：八峯テレビ、シネマサウンドワークス
- ポスプロ：レスパスビジョン
- チーフプロデューサー：岡部紳二（テレビ東京）
- プロデューサー：浅野太（テレビ東京）、武藤大司、手塚公一、松本彩夏
- アソシエイトプロデューサー：波多野健
- キャスティング・プロデュース協力：マツムラケンゾー
- アシスタントプロデューサー：中井和秀（テレビ東京）、本間隆平
- 制作：テレビ東京、電通
- 制作協力：イースト・エンタテインメント
- 製作・著作：「勇者ヨシヒコと魔王の城」製作委員会

## ネット局
- 上記に加え、テレビ東京系列の置局のない県であっても、番販ネットを行った地域が別途多数存在する、

## その他
- 放送開始に先立ち、GYAO!で4,415人限定のオンライン試写会を実施（2011年7月1日 - 7月7日 0時 - 23時59分）
- 週刊現代の福田雄一による連載「妻の目を盗んでテレビかよ」第90回において、山田孝之を主演に起用した経緯が語られている。以下、要約。
  - 全く前例のない冒険活劇であること、他局のドラマよりやや低い評価や視聴率であることの多いテレビ東京であり、しかも深夜枠、などの理由から、2011年初めの企画の時点で主演のキャスティングは難航していた。福田としてはかねてより、山田がやってくれたら面白いのにという気持ちがあったが、「やってくれるわけがない」とも考えていた。しかし「ダメもと」で頼んでみようと、反則であることを承知の上で事務所を通さず山田本人に直接メールで出演依頼をしたところ、約1分後に山田から「僕はやりたい仕事があれば、局と時間はまったく問いません。詳しい話を聞かせてください」と快諾の返信が来た。その後、事務所も快く許可した。
- ドラクエのパロディ要素を盛り込んだドラマであるがゆえ、ドラクエ発売元のスクウェア・エニックス[注釈 17]に許可を得なければならず、その承諾を得るために監督をはじめ関係者が出向いた際には主演の山田孝之も同席し、作品の意図を説明した。その後、続編である『勇者ヨシヒコと悪霊の鍵』において、企画制作に協力することとなった。
- 2011年8月5日、第5話放送と同時に、新宿LOFT/PLUS ONEで開催の公式オフ会の模様をUSTREAMおよびニコニコ動画にて生配信した。監督の福田雄一をはじめ、山田孝之、ムロツヨシ、第4話にカッパ役でゲスト出演した尾関高文（ザ・ギース）、第5話の動く仏像の中に入っていた太田恭輔やスクウェア・エニックスの社員も駆けつけた。
- 上記オフ会において、最初に書かれた脚本が第5話のものだったことを福田本人が明かしている。また、同オフ会においてDVD-BOXが2011年11月25日に発売されることを発表する予定だったが、その前に情報が公になってしまった。
- スライム他、多くのモンスターや魔物は、本作品の脇を固めている俳優が所属し、監督の福田雄一が座長を務める劇団「ブラボーカンパニー」の制作である。俳優たち自らが撮影の合間を縫って、ダンボールや発泡スチロールを用いて制作を手掛けている。
- 第12話（最終話）で使用された「勇者の剣」は、スクウェア・エニックス所有の“本物のレプリカ”を借りたものであったことが公式Twitterで語られている。
- DVD発売に伴い2011年12月3日にトークイベントを開催。来場者には非売品販促ポスターなどがプレゼントされた。
- 2011年10月2日よりBSジャパンでBS初放送[13]。
- 2011年11月、第70回ザテレビジョンドラマアカデミー賞において、作品賞3位に本作品が入賞。また、主演男優賞3位に山田孝之が入賞した。
- 2011年12月、Amazon.co.jpのBest DVDs of 2011（2011年に売れたDVDランキング）、年間ランキング・日本のテレビドラマ部門において首位を獲得した[14][15]。
- 2012年、第2回ビデオ屋さん大賞 特別賞 国内TVドラマ部門第1位[16]。
- 日本海テレビでは2012年7月21日から10月13日まで本放送と同じ時刻で、BSジャパンでは2012年10月7日から12月29日[注釈 18]まで、それぞれ『ドラマ24』の新作の放送を休止して再放送を実施した他、テレビ東京では2012年10月8日の14時から『勇者ヨシヒコと悪霊の鍵』放送開始直前スペシャルとして、本作品の傑作選を放送した。
- 最終回にて、映画化を希望するナレーションをわざとらしく入れていた。映画化には至らなかったが、続編ドラマ『勇者ヨシヒコと悪霊の鍵』が制作された。

## ロケ地
- 庄内映画村オープンセット（#1 - 8）
- 羽黒山五重塔（#7）- 皆殺しの五悪党が住んでいた五重塔
- 金峯神社 随神門（#8）- ダーマ神社
- 小山町フィルム・コミッション（#9、10）
- 二岡神社（#9）- 悪魔神官の住まう社
- ロケーション御殿場（#9、10）
- インフィールド（#10）
- 鶴川記念病院（#10）
- 箱根アルベルゴバンブー（#10）- カイザー伯爵邸
- 箱根ガラスの森（#10）-アマネの村
- 箱根★サン＝テグジュペリ 星の王子さまミュージアム（#10）
- お台場海浜公園（#10、11）
- 潮風公園（#10、11）- 魔王の城のある方角を臨んだ場所
- 渋谷スクランブル交差点・渋谷センター街・渋谷公園通り（#11、12）
- 旧渋谷川遊歩道路（#11）- クレープを食べた場所
- 鍋島松濤公園（#11）- ヨシヒコらが夜集まっていた公園
- 西麻布（#11）
- メイドカフェめいどりーみん Heaven's Gate店（#11）- メレブが通っていたメイド喫茶
- 東京スタジアム（#11）
- 調布市布田一丁目界隈（#11、12）- ラーメン店、不動産屋、ダンジョーがキャバ嬢と食事をしていた小料理屋、伝説の勇者ロトスケの店「小料理 ロト」
- 新宿中央公園、新宿区西新宿一丁目・二丁目界隈（#11、12）
- 山野美容専門学校（#12）- 魔王ビル
- 都庁通り（#12）- ヨシヒコらがパーティーを解散し、それぞれの道に進んだ場所

## 関連商品
- DVD：2011年11月25日発売、東宝、JAN 4988104068705
- Blu-ray：2012年9月28日発売、東宝、JAN 4988104073808
- 書籍 伝説の書I「勇者ヨシヒコと魔王の城」：2012年12月13日発売、スターダストピクチャーズ、ISBN 978-4-906953-01-1
  - 「勇者ヨシヒコ」シリーズのオリジナルシナリオや秘蔵シーンなど伝説の勇者たちの記録などをまとめた完全シナリオ本。『伝説の書II「勇者ヨシヒコと悪霊の鍵」』も2012年12月25日に発売された。